# 達納內
達納內是西非國家科特迪瓦的城鎮，由十八山區負責管轄，位於該國西部曼鎮以西，毗鄰與畿內亞和利比里亞接壤的邊境，2010人口估計約58,505。
7°16′N 8°10′W / 7.267°N 8.167°W